# Heinrich Weiß (Räuber)
Johann Heinrich Weiß, auch Johann Heinrich Weiss (* 1715; † 21. März 1787) war ein deutscher Räuberhauptmann.

## Leben
1744 erwarb Heinrich Weiß das Wirtshaus Neuwirtshaus, die spätere Linde an der heutigen B 14 in Mainhardt, und damit auch die Rechte eines Zollers sowie den halben Waspenhof und den halben Nüßlinshof für insgesamt 3750 Gulden. 1762 wurde er ins Stabsgericht von Böhringsweiler gewählt. Er nahm selbst an den Räubereien nicht in Person teil, sondern agierte im Hintergrund als Bandenchef, Diebswirt und Hehler der Räuber vom Mainhardter Wald. 1772 wurde Weiß im württembergischen Möckmühl verhaftet und kam in Böhringsweiler vor Gericht. Weiß wurde freigesprochen, man stellte ihm sogar ein gutes Zeugnis aus, und er kam wieder als Richter zu Amt und Würden. Er verstarb 1787 und hinterließ eine Witwe sowie sechs Kinder. Sein Sohn Johann Heinrich (junior) führte später das väterliche Wirtshaus weiter.